# 国中平野

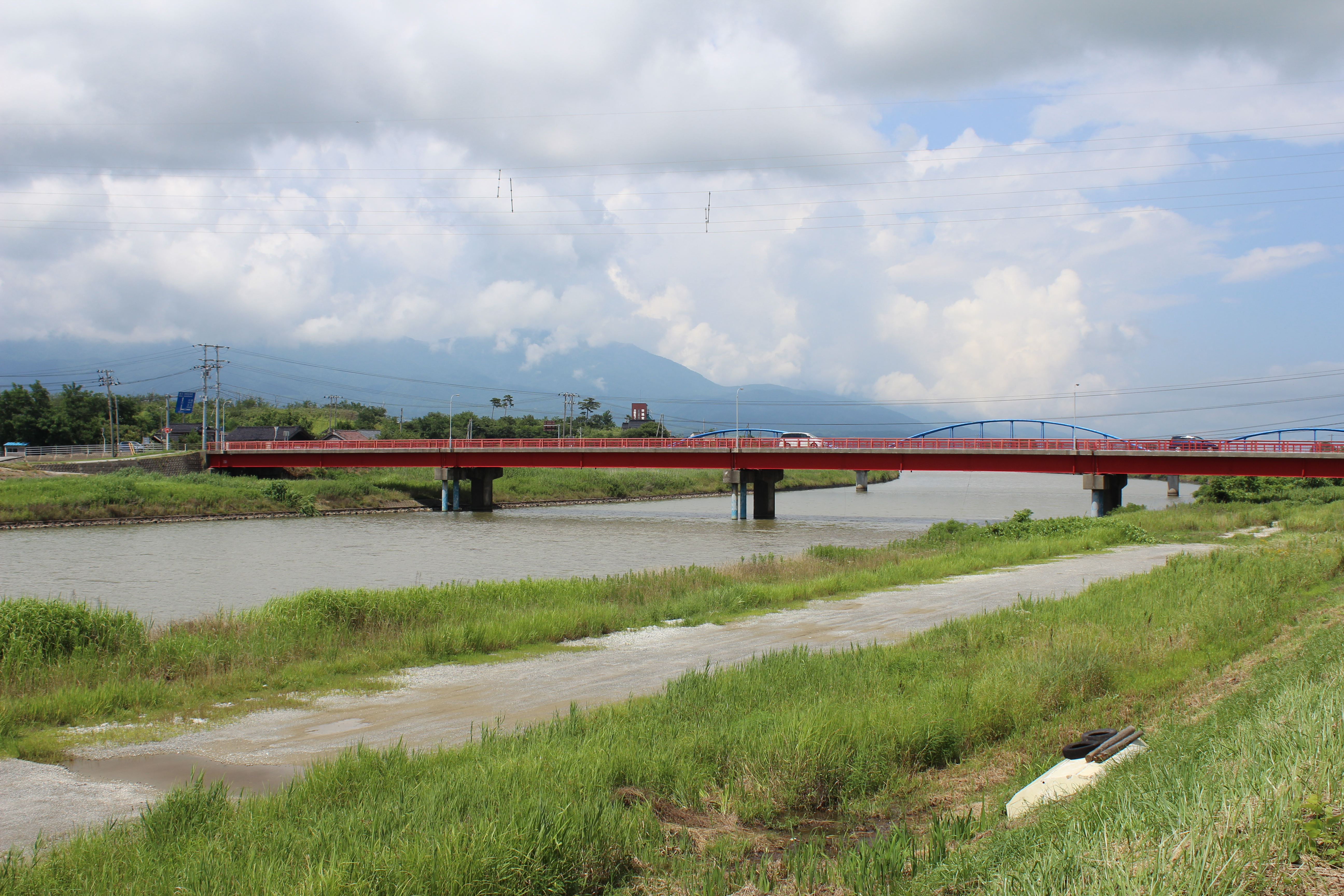
国中平野の中央部を流れる国府川

国中平野（くになかへいや、国仲平野）は、佐渡島中央部に位置する平野である。佐渡島の人口の8割が集中するともに、稲作の中心地として知られる。

## 地形
国中平野は佐渡島の中央に位置し、東西約12キロメートル、南北約8キロメートルの広袤を有する。面積はおよそ100平方キロメートルないし150平方キロメートル。
平野の北側には、標高1000メートル級の山々が連なる大佐渡山地、平野の南側には標高600メートル級の小佐渡山地が連なっていて、国中平野はこの両山地によって挟まれた地溝帯となっている。
国中平野はこれらの山地の裾野にある台地状地形、北東海岸にある加茂湖とその周辺の台地状地形（加茂湖低地）、平野中央部の沖積低地（国中低地）、南西海岸に発達した標高20メートルほどの砂丘帯（「雪の高浜」・「長石浜」）などからなる。
中央の低地部は、北東の台地から南西方向に向かってやや下っていて、北の大佐渡山地、南の小佐渡山地から下ってきた河川は、平野の中央を流れる国府川に合流して南西の真野湾へ向かって流れる。このうち、藤津川・小倉川が国府川に合流するあたりがもっとも標高が低く、約0.5メートルほどである。この部分は古代には潟湖で、その後も「菱池」と呼ばれる沼沢地だった。菱池は明治時代に埋め立てられて姿を消した。

### 気候
対馬暖流の影響を受け、国中平野は比較的温暖で、積雪量も新潟県本土と比べ少ない。シュロ、シャリンバイ、ビワ、タケ、ツバキなども自生している。

## 人文史
佐渡島では縄文期に遡る遺跡が多く発見されているが、その分布は島全体に均等ではなく、偏在が認められる。とくに国中平野の南西部の真野湾岸では、海岸段丘上に26基の古墳が集中している。これらは、古墳を作った民が島の外からやってきて湾岸部に土着したことを示唆するものと推定されている。
平野の低湿な地域では、縄文時代の貝塚、弥生時代の勾玉や宝玉の加工所（玉作遺跡）の遺跡、住居遺跡、条里遺構などが発見されている。なかでも千種遺跡が代表例である。このほか平野の辺縁部では製塩遺跡もみつかっている。
現代では、河川改修により平野は水郷地帯となっており、佐渡島における米作の中心地として知られる。また、平野の各所には市街地が形成されており、島内の人口の8割が集中している。